# Tsubasa Adachi
Tsubasa Adachi (japanisch 足立 翼 Adachi Tsubasa; * 6. September 2000 in der Präfektur Hyōgo) ist ein japanischer Fußballspieler.

## Karriere
Adachi erlernte das Fußballspielen in der Jugendmannschaft von Gamba Osaka. Die U23-Mannschaft des Vereins spielte in der dritten Liga, der J3 League. Bereits als Jugendspieler absolvierte er 19 Drittligaspiele. Im Rahmen seines aktuellen Studiums an der Kansai-Universität in Suita spielt er bei der dortigen Fußballmannschaft.